# Gniben, Sejerø
Gniben är en udde i Danmark.   Den ligger i Kalundborgs kommun i Region Själland, i den centrala delen av landet, 100 km väster om Köpenhamn. Gniben är nordspetsen på ön Sejerø.